# 王識賢
王識賢（1968年2月11日—），台灣男歌手、演員，曾獲得金曲獎最佳台語男歌手獎，也是影視歌三棲的全方位藝人。

## 職業生涯
王識賢出生於新北市三重區。小學時期曾加入足球校隊，後於就讀台北體院（今臺北市立大學天母校區）繼續專精足球，現在仍參加社會組的球隊，偶爾參賽。歌手陳艾湄也是其同班同學。
大學時期因偶然機會與學長共同組團參加ICRT《青春之星》歌唱比賽，以其學長創作曲「涼夜」進入前十強而得以於滾石唱片發行『第二屆青春之星─快樂悲傷』（1987年）合輯。
其後經台語知名民謠作者周添旺先生牽線進入麗歌唱片錄製首張個人專輯《初戀海》，此張專輯亦是首張台語專輯。後服兵役而暫時中斷演藝圈。
退伍後因家中經濟陷入困境，於是親自拜訪唱片公司，後來在雙方各出資一百萬之下，便順利發行了個人首張專輯《浪子悲歌》，當中一曲《雙人枕頭》紅遍大街小巷，無奈因新人較無宣傳機會，使得歌紅人不紅。
第二張專輯《雪中紅》搭配著連續劇而大賣，才真正的走紅。也在此時受到林福地導演的邀請參與電視劇的演出，因此在《草地狀元》中客串五集，這也成了戲劇處女作。
其後，加盟滾石唱片，依序在1995年發行《啊!傷心的話》、陳昇擔任製作1996年的《酒醉的恰恰》、1998年《只要你回頭》，樹立起個人獨特歌唱風格，並屢獲金曲獎入圍之殊榮。
1996年，施姓女子向媒體惡意控訴王識賢對她始亂終棄而引起娛樂圈的譁然，王識賢也因此出國沉潛了一年後，1997年才返國，並參與民視的首部八點檔大戲《菅芒花的春天》，並擔任主演角色。
2001年，因《流氓教授》一劇使得演藝事業攀升，劇中的主題曲《愛到無命不知驚》也成為該年度最暢銷之台語男歌手，並再度入圍金曲獎。
2003年，與霍正奇主演民視八點檔《日正當中》，並替劇中獻出主題曲《一片天》廣受好評。
2005年，以戲劇主題曲《情難忘》專輯一舉奪下金曲獎最佳台語男演唱人獎。同年於台北、台中及高雄舉辦《一世賢情》個人巡迴演唱會。民視八點檔《意難忘》之海外版權更使其打開星馬及中國大陆之知名度，獲得更多海外戲劇與音樂演出邀約而大受好評，也確立他在民視八點檔一哥的地位。
2008年，赴中國大陆拍攝華語劇《兄弟無間》擔綱男主角，逐漸打開不同的市場。
2010年，轉而加入乾坤唱片，並陸續發行了《足步天下》與《玄武英雄》兩張專輯。同年於農曆春節期間上映的賣座黑幫電影《艋舺》中，充滿霸氣狠勁的演出頗受好評。
2011年拍完民視八點檔《夜市人生》後揮別民視，逐漸展開不同的戲路發展。
2012年，發行個人首張國語專輯《一起去幸福》，於台視製作的偶像劇《罪美麗》中擔綱男主角，劇中的片尾曲和插曲，就是專輯裡的《上岸》。並於同年參與新加坡電影《我的狗蝌蝌》之拍攝，挑戰賭徒爸爸之角色。
2015年，拍攝三立八點檔《甘味人生》擔任男主角(第一代)，也為了此戲開金口，錄製了由五月天製作的歌曲《勇敢》，2016年戲份結束離開。
2018年，於農曆春節期間上映的賣座黑幫電影《角頭2：王者再起》由其擔綱主演，入木三分的演技和表現大受好評，"仁哥"稱呼也留下大家深刻印象。
2021年，繼17年前與李李仁在2004年民視八點檔《意難忘》後二度合作拍攝東森戲劇台偶像劇《神之鄉》擔綱第一男主角夏天龍演技大受好評，同年也與劇中演員李玉璽獻上主題曲《毛玻璃》。
2024年，暑期上映賣座電影《角頭—大橋頭》再度飾演高國仁一角大受好評，也為此部電影獻上兩首主題曲《無夢無望》及《不是我想做兄弟》，替自己演藝事業再創高峰。

## 演出作品

### 劇集
| 年份   | 播出                   | 劇名                    | 角色          |
| 1990年 | 華視                   | 《故鄉的歌》            | 耀輝          |
| 1991年 | 華視                   | 《草地狀元》            | 漢偉          |
| 1994年 | 中視                   | 《火中蓮》              | 李泓          |
| 1996年 | 中視                   | 《老伯公的大瓦厝》      | 王文賢        |
| 1997年 | 民視                   | 《菅芒花的春天》        | 黃文聰        |
| 1997年 | 民視                   | 《嘉慶君遊台灣》        | 王家興        |
| 1998年 | 民視                   | 《愛你入骨》            | 鄭義雄        |
| 1998年 | 民視                   | 《春天後母心》          | 林玉輝        |
| 1998年 | 中視                   | 《世間父母》            | 林碧山        |
| 1999年 | 民視                   | 《親戚不計較》          | 卓天保        |
| 1999年 | 台視                   | 《雨中鳥》              | 許明輝        |
| 2000年 | 三立台灣台             | 《九指新娘》            | 周敬堯        |
| 2000年 | 公視                   | 《輾轉紅蓮》            | 丘雅石        |
| 2000年 | 公視                   | 《萬人情婦》            | 楊信德        |
| 2001年 | 台視                   | 《流氓教授》            | 林建隆        |
| 2001年 | 華視                   | 《麻辣鮮師》            | 王識賢        |
| 2001年 | 中視                   | 《多桑與紅玫瑰》        | 林阿茂        |
| 2002年 | 三立台灣台             | 《桂花巷》              | 秦江海 楊春樹 |
| 2002年 | 台視                   | 《台灣曼波-金水嬸》     | 黃正善        |
| 2002年 | 台視                   | 《台灣曼波-浪子回頭》   | 黃正善        |
| 2002年 | 華視                   | 《世間子女》            | 許振飛        |
| 2002年 | 民視                   | 《不了情》              | 王柏勳        |
| 2003年 | 民視                   | 《日正當中》            | 方安倫        |
| 2004年 | 民視                   | 《意難忘》              | 王勝天 王青雲 |
| 2005年 | 民視                   | 《美麗人生》            | 杜家齊        |
| 2006年 | 大愛電視台             | 《大地之子》            | 黎洲金        |
| 2007年 | 民視                   | 《愛》                  | 方世賢        |
| 2008年 | 中國大陸               | 《兄弟無間》            | 林再天        |
| 2010年 | 民視                   | 《夜市人生》            | 李友志        |
| 2012年 | 台視                   | 《罪美麗》              | 鄭大山        |
| 2014年 | 中視                   | 《月亮上的幸福》        | 鄭岳峰 許岳鴻 |
| 2014年 | 公視                   | 《醒來》                | 應浩然        |
| 2015年 | 中視                   | 《鑑識英雄》            | 林士堯        |
| 2015年 | 三立台灣台             | 《世間情》              | 趙信達        |
| 2015年 | 三立台灣台             | 《甘味人生》            | 趙信達        |
| 2019年 | 中視、愛奇藝           | 《鑑識英雄II 正義之戰》 | 林士堯        |
| 2020年 | Netflix                | 《誰是被害者》          | 趙承寬        |
| 2020年 | HBO                    | 《獵夢特工》            | 成天立        |
| 2021年 | 公視、東森戲劇台       | 《神之鄉》              | 夏天龍        |
| 2023年 | 東森超視、華視         | 《阿叔》                | 王文欽        |
| 2023年 | 東森戲劇台、公視+      | 《生命捕手》            | 杜樂生        |
| 2024年 | 東森戲劇台、公視+      | 《生命捕手2》           | 杜樂生        |
| 2024年 | Netflix                | 《誰是被害者2》         | 趙承寬        |
| 2025年 | 客家電視台、Hami Video | 《星空下的黑潮島嶼》    | 鍾富源        |
| 2025年 | 華視、公視台語台       | 《成功路上》            | 劉昆明        |

### 電影
| 年份   | 片名             | 角色         | 備註   |
| ------ | ---------------- | ------------ | ------ |
| 1997年 | 美麗在唱歌       | 陳春生       |        |
| 2010年 | 艋舺             | 陳文謙(瘋狗) |        |
| 2012年 | 我的狗蚪蚪       | 陳德明       | 男主角 |
| 2014年 | 逆轉勝           | 許哲勇       | 男主角 |
| 2015年 | 念念             | 拳擊教練     |        |
| 2018年 | 角頭2：王者再起  | 高國仁(仁哥) | 男主角 |
| 2019年 | 樂園             | 陳奕華(華哥) | 男主角 |
| 2020年 | 刻在你心底的名字 | 王柏德(中年) |        |
| 2024年 | 角頭—大橋頭      | 高國仁(仁哥) | 男主角 |
| 2025年 | 角頭—鬥陣欸      | 高國仁(仁哥) | 男主角 |
| 2026年 | 我的網紅女兒     |              | 男主角 |

### 舞台劇
| 年份   | 劇名     | 節目         | 角色   | 合作演員       | 導演   |
| ------ | -------- | ------------ | ------ | -------------- | ------ |
| 2010年 | 綠光劇團 | 《清明時節》 | 陳輝昌 | 張靜之、林美秀 | 吳念真 |

### MV
- 2001年:王瑞霞〈舊情人〉
- 2014年:蕭煌奇〈感謝你愛我〉

## 音樂作品

### 專輯
| 年份           | 唱片公司 | 專輯名稱                        | 曲目列表 |
| -------------- | -------- | ------------------------------- | --- |
| 1988年8月      | 麗歌唱片 | 《初戀海》                      | 曲目 1. 初戀海 2. 飲呼醉 3. 卡講嗎是為了你 4. 海上的男兒 5. 今夜的燒酒 6. 不通想要黑白來 7. 為著將來 8. 寂寞的海岸 9. 反悔 10. 愛的期待                                                                                    |
| 1991年1月      | 騰祥唱片 | 《浪子悲歌》                    | 曲目 1. 浪子悲歌 2. 用你的心肝甲阮換 3. 這是什麼款的心情 4. 阮的相思 5. 那來分開有卡好 6. 人生親像一盤棋 7. 愛你的心已經冷 8. 雙人枕頭 9. 寂寞的討海人 10. 無你的世界 11. 傷心的腳步 12. 誰人像我這痴情                    |
| 1991年12月     | 騰祥唱片 | 《全部的愛》                    | 曲目 1. 雪中紅 2. 初戀的女朋友 3. 下港的風 4. 機會到 5. 我最愛的人（就是你） 6. 為什麼 7. 為什麼（配樂） 8. 全部的愛 9. 暗戀 10. 刺針風 11. 問天 12. 街頭巷尾 13. Merry X'mas To You 14. 雪中紅（配樂）                    |
| 1991年12月     | 風格唱片 | 《最痛的痛》 國語專輯，星馬發行 | 曲目 1. 最痛的痛 2. 愛情俘虜 3. 比朋友多一點的朋友 4. 傳言 5. 寂寞的腳印 6. 子夜徘徊 7. 深情不移 8. 讓我忘記我 9. 機場 10. 擁抱著我(&葉璦菱) 11. 人不癡狂枉少年 12. 我想你不是真心愛我                                     |
| 1992年         | 騰祥唱片 | 《離開》                        | 曲目 1. 離開 2. 都市的夢 3. 出帆的心 4. 為妳反悔 5. 總有一天 6. 中秋夜 7. 想妳想到睏抹去 8. 酒伴 9. 無代無誌 10. 惜情 11. 未了緣 12. 等待一生                                                                              |
| 1993年8月      | 騰祥唱片 | 《我甲別人不同款》              | 曲目 1. 我甲別人不同款 2. 兩輪轎車 3. 花虱虱的人 4. 窗外 5. 妳甲伊 6. 相思 7. 彼呢愛妳 8. 真久不曾想起妳 9. 傷情 10. 擔是要按怎 11. 傷心 12. 離別的暗暝                                                                    |
| 1995年5月19日  | 滾石唱片 | 《啊！傷心的話》                | 曲目 1. 抹擱愛別人 2. 難忘的人難忘的情 3. 酒中月 4. 愛著一個無情的人 5. 咱前輩講的彼句話 6. 我欠你最多 7. 啊!傷心的話 8. 你的心內寫著別人的名 9. 買一蕊花 10. 一路順風一路發 11. 多情的悲哀 12. 悲歡夢                     |
| 1996年9月3日   | 滾石唱片 | 《酒醉的恰恰》                  | 曲目 1. 疼乎入心 2. 酒醉的恰恰 3. 豬屠口的春天 4. 兩雙鞋 5. 離別的錄音帶 6. 退伍煙 7. 頭殼疼 8. 青春的戀夢 9. 青春男兒 10. 你是我的泊岸 11. 為著你 12. 運動員                                                              |
| 1998年4月14日  | 滾石唱片 | 《只要你越頭》                  | 曲目 1. 惦惦離開你 2. 離開愛情離開你 3. 只要你越頭 4. 將感情看輕 5. 飲者之歌 6. 我愛你最多 7. 寶貝 8. 愛情青紅燈 9. 等你倒返來 10. 永遠乎咱作伙 11. 到底你的心內敢還擱有我的存在 12. 失落的腳踏車 13. 只要你越頭（鋼琴版） |
| 2000年7月1日   | 華特唱片 | 《難分難離》                    | 曲目 1. 愛情巧克力 2. 難分難離 3. 無講半句 4. 變心 5. 尚愛的人傷我尚重 6. 麗娜 7. 心愛的媽媽 8. 雲瀟灑 9. 一條情歌 10. 燒酒歌                                                                                              |
| 2001年7月30日  | 華特唱片 | 《愛到無命不知驚》              | 曲目 1. 愛到無命不知驚 2. 腳踏車 3. 悔不當初 4. 愛你愛到老 5. 醉情人 6. 舊路 7. 離開免相送 8. 心悶 9. 老鷹 10. 四界攏是你 11. 醉情人 12. 愛到無命不知驚（卡拉Ok版）                                                        |
| 2002年7月30日  | 華特唱片 | 《命中注定》                    | 曲目 1. 命中註定 2. 戀曲2002 3. 心狂火著 4. 我愛你 5. 認真的人最快樂 6. 回心轉意 7. 酒量酒膽 8. 我袂擱等待 9. 再會啦心愛的人 10. 手中沙 11. 是你 12. 兩個媽媽 13. 英雄                                                     |
| 2003年8月30日  | 華特唱片 | 《一片天》                      | 曲目 1. 一片天 2. 望中秋 3. 無情的夜快車 4. 老電影 5. 我的心內只有你 6. 夢中人 7. 一個人孃孃 8. 最後的雨聲 9. 浪子情 10. 悲戀的公路                                                                                        |
| 2004年10月4日  | 華特唱片 | 《情難忘》                      | 曲目 1. 反背 2. 傷心的人 3. 情難忘 4. 雲中月圓 5. 問世間 6. 斷線情 7. 勝者為王 8. 愛你的批紙 9. 你免同情我 10. 謝天謝地 |
| 2005年9月9日   | 華特唱片 | 《男人淚》                      | 曲目 1. 斷情歌 2. 男人淚 3. 尾班火車 4. 雪中花 5. 愛你沒藥醫 6. 春樹暮雲 7. 海角天涯 8. 青春的煙火 9. 愛你到最後 10. 再見阮的愛                                                                                            |
| 2006年10月18日 | 華特唱片 | 《爱你一千一萬年》              | 曲目 1. 愛你一千一萬年 2. 誰人愛你親像我 3. 永遠行逗陣 4. 愛你祙後悔 5. 美麗的夢中 6. 一生只愛你 7. 黑陰天 8. 憨憨啊笑 9. 愛到有命無靈魂 10. 黃昏的故鄉                                                                    |
| 2007年12月7日  | 華特唱片 | 《堅强》                        | 曲目 1. 堅強 2. 老朋友 3. 一滴目屎一滴愛 4. 等待相逢時 5. 愛你的人就是我 6. 秋風孤影 7. 空白紙 8. 因為有你 9. 愛無留 10. 寄袂出的批                                                                                        |
| 2009年3月10日  | 華特唱片 | 《醉中沙》                      | 曲目 1. 醉中沙 2. 朋友乾杯（＆揚哲） 3. 醉咖啡 4. 蝴蝶飛 5. 手指（＆孫淑媚） 6. 不顧一切 7. 痴情難離 8. 你也有我愛 9. 傷心情歌（＆孫淑媚） 10. 往事夢一回                                                                  |
| 2009年6月10日  | 乾坤唱片 | 《足步天下》                    | 曲目 1. 腳印 2. 挑戰 3. 查甫人是黑咖啡 4. 帶你去玩 5. 手伴 6. 切心 7. 飄浪 8. 好命 9. 囝仔伴 10. 跟我行 |
| 2010年10月12日 | 華特唱片 | 《傷心手指》                    | 曲目 1. 傷心手指 2. 傷心情歌 3. 痴情難離 4. 不顧一切 5. 燒酒歌 6. 無講半句 7. 你也有我爱 8. 往事梦一回 9. 一條情歌 10. 爱情巧克力                                                                                          |
| 2010年11月26日 | 乾坤唱片 | 《玄武英雄》                    | 曲目 1. 老吉他 2. 玄武英雄 3. 斬斷情路 4. 傷心的喜酒 5. 慣習 6. 解替 7. 牽袂條的手 8. 不免傷心来奉陪 9. 后果 10. 温柔城市                                                                                                  |
| 2012年6月25日  | 華納唱片 | 《一起去幸福》 國語專輯         | 曲目 1. 序曲 2. 男人與男孩 3. 上岸 4. 一起去幸福 5. 希望你開心 6. 一拍即合 7. 平凡的天堂 8. 赤子 9. 大汗 10. 太多 11. 起手無回                                                                                             |

### 單曲
| 年份           | 歌名           | 作詞                   | 作曲           | 附註                                 |
| -------------- | -------------- | ---------------------- | -------------- | ------------------------------------ |
| 2011年12月23日 | 我袂放開你的手 | 吳嘉祥                 | 吳嘉祥         | 大愛劇場《守著你的我》片頭曲         |
| 2015年12月30日 | 勇敢           | 五月天阿信             | 五月天怪獸     | 三立八點檔《甘味人生》主題曲         |
| 2021年7月9日   | 毛玻璃         | 李玉璽、楊子樸、鄭莉蓁 | 李玉璽、楊子樸 | 電視劇《神之鄉》二部曲、與李玉璽合唱 |
| 2021年10月4日  | 迷星記         | 許常德                 | 蘇明淵         | 電影《地球迷航》主題曲               |
| 2024年6月28日  | 無夢無望       | 潘信維、謝偉忠、廖致翔 | 潘信維、黃綻默 | 電影《角頭—大橋頭》主題曲            |
| 2024年7月21日  | 不是我想做兄弟 | 潘信維                 | 潘信維、黃綻默 | 電影《角頭—大橋頭》插曲              |
| 2025年8月11日  | 夢啊望         | 謝偉忠                 | 黃綻默         | 電影《角頭－鬥陣欸》主題曲           |

## 主持作品
| 頻道 | 節目              |
| ---- | ----------------- |
| 華視 | 快樂足球GO!GO!GO! |
| 八大 | 黃金歌城          |
| 八大 | 我愛冰冰          |

## 廣告代言
- 2001年: 金壕都不痛錠
- 2006年: 得意的一天健康三益葵花油
- 2007年: 愛之味 裕真菇罐頭
- 2009年: 愛之味「寒天仙草」
- 2010年: 電玩《玄武豪俠傳》[4]
- 2010年: 金門高粱酒
- 2010年: 福特載卡多
- 2012年: 寶島眼鏡
- 2013年: 寶島眼鏡
- 2016年: 撒隆巴斯
- 2017年: 黑道風雲電玩遊戲
- 2021年: 包你發娛樂城（與曾莞婷代言）
- 2022年: 包你發娛樂城
- 2025年: 包你發娛樂城（與安心亞代言）

## 獎項紀錄

### 金曲獎
| 年份 | 獲提名             | 獎項                         | 結果 |
| ---- | ------------------ | ---------------------------- | ---- |
| 1991 | 《浪子悲歌》       | 第3屆 最佳方言歌曲男演唱人獎 | 提名 |
| 1992 | 《全部的愛》       | 第4屆 最佳方言歌曲男演唱人獎 | 提名 |
| 1996 | 《啊！傷心的話》   | 第7屆 最佳方言歌曲男演唱人獎 | 提名 |
| 2002 | 《愛到無命不知驚》 | 第13屆 最佳方言男演唱人獎    | 提名 |
| 2003 | 《命中注定》       | 第14屆 最佳台語男演唱人獎    | 提名 |
| 2004 | 《一片天》         | 第15屆 最佳台語男演唱人獎    | 提名 |
| 2005 | 《情難忘》         | 第16屆 最佳台語男演唱人獎    | 獲獎 |
| 2006 | 《男人淚》         | 第17屆 最佳台語男演唱人獎    | 提名 |
| 2008 | 《堅強》           | 第19屆 最佳台語男歌手獎      | 提名 |
| 2010 | 《足步天下》       | 第21屆 最佳台語男歌手獎      | 提名 |
| 2011 | 《玄武英雄》       | 第22屆 最佳台語男歌手獎      | 提名 |

### 金鐘獎
| 年份 | 獲提名                  | 獎項                    | 結果 |
| ---- | ----------------------- | ----------------------- | ---- |
| 2001 | 《流氓教授》            | 第36屆 戲劇節目男主角獎 | 提名 |
| 2019 | 《鑑識英雄II 正義之戰》 | 第54屆 戲劇節目男主角獎 | 提名 |

## 外部連結
- 王識賢的facebook
- 王識賢的Instagram
- 王識賢的脆
- 王識賢JW的新浪微博
- 王識賢 個人檔案與歷年專輯 - KKBOX （页面存档备份，存于）
- 王識賢在台灣電影網上的資料（繁體中文）